# Museu Sacaca
O Museu Sacaca (oficialmente, Centro de Pesquisas Museológicas Museu Sacaca) é uma instituição cultural e científica localizada na cidade de Macapá, capital do estado brasileiro do Amapá. É subordinado ao Instituto de Pesquisas Científicas e Tecnológicas do Estado do Amapá (IEPA), órgão público responsável por fomentar e divulgar a produção científica e tecnológica local. Está sediado em uma extensa área de aproximadamente 21 mil metros quadrados, no bairro do Trem.
Inaugurado em 1997, o museu tem por objetivo promover ações museológicas de pesquisa, preservação e comunicação, abrangendo o saber científico e o saber popular dos povos amazônicos, além de divulgar as pesquisas realizadas pelo IEPA, por meio de exposições e atividades didáticas. Tem como destaque maior o circuito expositivo a céu aberto, construído com a participação das comunidades indígenas, ribeirinhas, extrativistas e produtoras de farinha do estado.

## História
O museu foi oficialmente estabelecido durante o primeiro mandato de João Capiberibe no governo do estado. Seu acervo, entretanto, remonta às décadas de 1970 e 1980, quando foram criados o Museu de História Natural Ângelo Moreira da Costa Lima e o Museu de Plantas Medicinais Waldomiro de Oliveira Gomes. Os dois museus foram posteriormente fundidos e, em 10 de abril de 1997, o Museu Sacaca foi inaugurado, sob a denominação de Museu do Instituto de Pesquisas Científicas e Tecnológicas do Estado do Amapá (IEPA). Em 1999 o museu foi rebatizado como "Museu Sacaca de Desenvolvimento Sustentável", em homenagem a Raimundo dos Santos Souza (1926-1999), vulgo "Sacaca", curandeiro local de grande importância para a difusão da medicina natural junto à população amapaense. Em 2002, após a criação de um novo estatuto, o museu foi reinaugurado com o nome atual: "Centro de Pesquisas Museológicas Museu Sacaca".

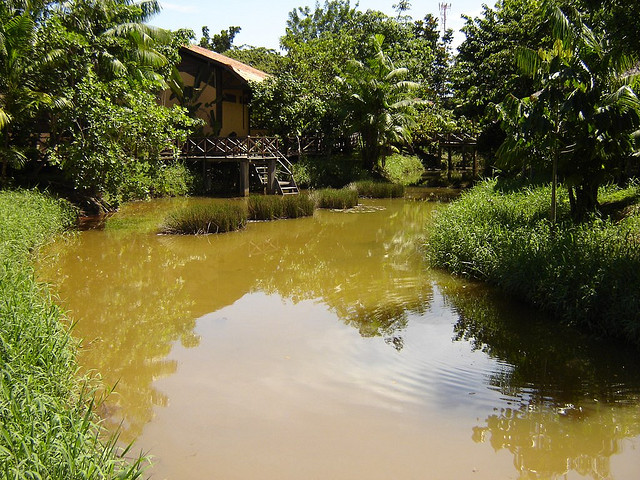
Vista parcial das instalações do Museu Sacaca, com o rio em primeiro plano.

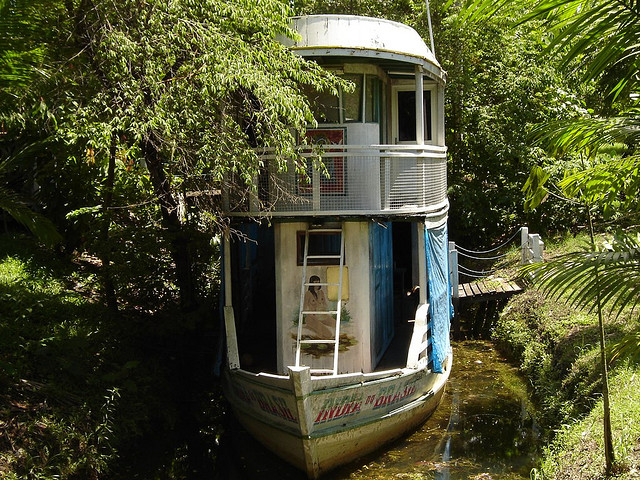
O Barco Regatão.

Nos anos seguintes, o museu se estabeleceu como um dos mais importantes centros culturais e científicos do estado, bem como um importante ponto turístico da cidade de Macapá. Na condição de órgão oficial de divulgação das pesquisas e atividades do IEPA, bem como herdeiro de acervos científicos preexistentes, o Museu Sacaca tornou-se uma referência regional em tópicos como biodiversidade, desenvolvimento sustentável, medicina natural, etnologia, organização sócio-econômica e cultura dos povos amazônicos.
O museu também realiza pesquisas próprias sobre temas que lhe são caros e desenvolve produtos a partir de matéria-prima regional - sobretudo produtos naturopáticos, de sabonetes a pomadas para dores musculares, disponibilizados ao público por meio de uma farmácia mantida pela instituição. Um dos principais destaques do projeto museológico é o circuito expositivo a céu aberto, desenvolvido em parceria com as comunidades tradicionais do Amapá e que tem por objetivo retratar os principais ambientes e formas de organização social da região amazônica. Anualmente o museu realiza o projeto "Museu Vivo", quando membros destas comunidades são convidados a interagir com os visitantes, exemplificando suas tradições, modos de vida e costumes populares.
São ainda atributos do museu a realização de palestras, seminários, debates, atividades culturais, exposições temporárias, visitas guiadas e oficinas pedagógicas sobre temas como ecologia, patrimônio e identidade cultural. Destacam-se, nesse contexto, uma série de atividades de alta qualidade direcionadas ao público infantil. Em 2009, o projeto "Pontinho de Cultura" do Museu Sacaca venceu o concurso "Viva leitura" do Ministério da Cultura. A verba do prêmio foi investida na construção do seu parque infantil. Na edição de 2010, o museu ficou entre os cinco finalistas do concurso, dentre 1829 inscritos, com o projeto "Leitura e Ciência". Também em 2010 o museu criou o projeto "Semana das Crianças", do qual participam alunos da rede pública de ensino do Amapá. Outros projetos permanentes desenvolvidos pelo museu são a "Semana de Museus", a "Semana da Ciência e Tecnologia", e "Reizinhos na Folia". O museu também possui duas premiações destinadas ao fomento de projetos culturais de instituições congêneres regionais, o "Prêmio Chico Mendes" e o "Prêmio Cultura Viva".
Não obstante, o museu tem enfrentado problemas advindos da falta de recursos e de manutenção de suas instalações, ocasionando o arrefecimento dos projetos desenvolvidos pela instituição e a diminuição do número de visitantes. Em 2011, atendendo a um pedido dos diretores do museu e do  IEPA, o governo do Amapá autorizou a liberação de um recurso extra no orçamento para recuperar o espaço físico do museu e reformular seus projetos museológicos e pedagógicos.

## Instalações e acervo

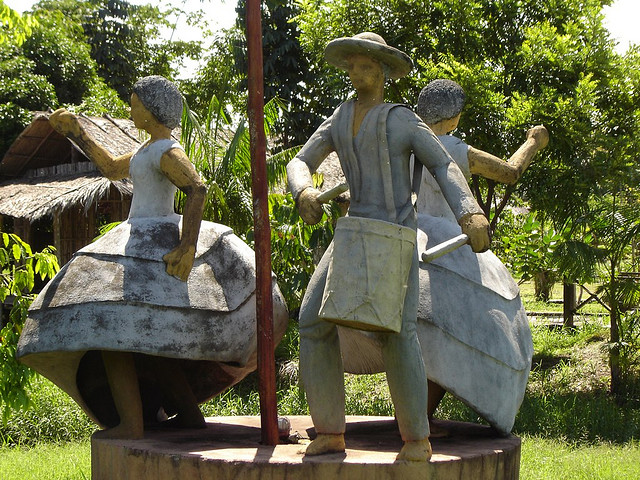
Esculturas na exposição a céu aberto do Museu Sacaca.

O museu desenvolve suas atividades em um conjunto de edificações dispersas por uma área verde de 21.000 metros quadrados, banhada por um pequeno rio, localizada no bairro do Trem, na zona centro-sul de Macapá. É neste espaço que se encontra a exposição permanente a céu aberto, que tem por finalidade retratar os principais ambientes amazônicos e, sobretudo, o modo de vida das comunidades tradicionais do Amapá. Compõem o circuito expositivo: a Casa dos Índios Waiãpi, a Casa dos Índios Palikur, o Barco Regatão, o Sítio Arqueológico do Maracá, a Praça do Pequeno Empreendedor Popular, a Praça do Sacaca, a Casa da Farinha, a Casa da Fitoterapia e a Casa dos Ribeirinhos. O rio que corta o terreno serve para a criação de peixes da região e estudos sobre recursos hídricos e potencial pesqueiro.
O acervo do museu, bastante diversificado, reúne peças de interesse científico, abrangendo zoologia (com destaque para a coleção entomológica), botânica e microbiologia, artefatos históricos, etnográficos, arqueológicos e artísticos, adquiridas através de doações, coletas e aquisições, além de fototeca e biblioteca. Destaca-se também o acervo audiovisual, formado através de registros realizados pela equipe técnica do museu durante os projetos desenvolvidos pelo IEPA, e um núcleo de produtos desenvolvidos pela própria instituição, como a vela de urucuri (Syagrus coronata), um eficiente repelente de mosquitos transmissores da dengue e da malária, além de cicatrizantes e pomadas de funções diversas.